# Kodama (spirit)

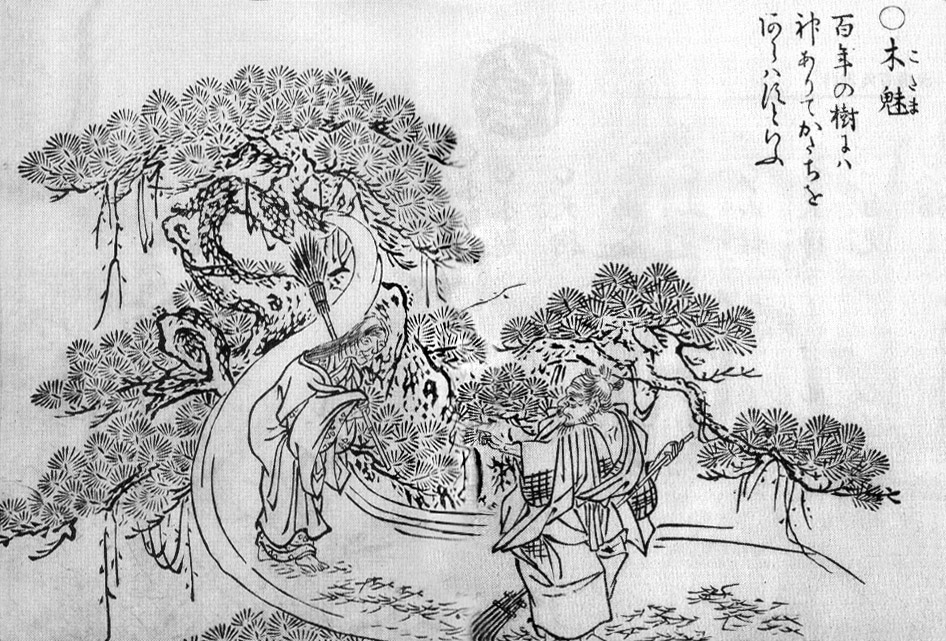
"Kodama" (木魅) din Gazu Hyakki Yagyō de Toriyama Sekien.

Kodama (木霊, 木魂 or 木魅) sunt spirite din folclorul japonez care locuiesc în copaci. Termenul este, de asemenea, folosit pentru a desemna un copac în care se presupune că locuiește un kodama. Fenomenul cunoscut sub numele de yamabiko, când sunetele produc un efect de ecou întârziat în munți și văi, este uneori atribuit acestui tip de spirit și poate fi numit și „kodama”.
În filmul Prințesa Mononoke, sunt portretizați ca ființe mici, albe.
Aceste ființe sunt menționate pentru prima dată în cea mai veche carte din Japonia, Kojiki. Termenul "kodama" apare mai târziu, într-un fel de dicționar timpuriu, "Wamuryorui Jyusho", unde sunt descrise ca spirite ale copacilor. Alte lucrări din acea vreme îl descriu ca pe un fel de "goblin de copac". În perioada Edo, ființele își pierd în cele din urmă statutul de zei și sunt din ce în ce mai umanizate în scrieri.